# 五十嵐隼士
五十嵐 隼士（いがらし しゅんじ、1986年8月7日 - ）は、日本の男性実業家。元俳優でもある。ワタナベエンターテインメントに所属していた。
同事務所の若手男性俳優集団D-BOYSのメンバーでもあった。現在はYouTuberの活動をしながら経営者の顔を持つ。かつては六本木や静岡県のBARで店長もしていた。

## 来歴
高校3年生の時、女性向け総合エンターテインメント誌「JUNON」が毎年開催している「ジュノン・スーパーボーイ・コンテスト」に親が書類を送付、第17回大会にエントリー。応募総数14,385人の中、第2次審査・第3次審査まで駒を進める。しかし、3次審査対象掲載者98人中54位となりファイナリストの枠には入れなかった。これをきっかけに色々なオーディションを受けるようになる。
2004年7月、「第1回D-BOYSオーディション」に出場し、準グランプリを受賞。同年10月、D-BOYSに加入。2005年5月、ドラマ『瑠璃の島』第5話にて不良少年役で俳優デビュー。2006年4月、特撮ドラマ『ウルトラマンメビウス』の主役、ヒビノ・ミライ / ウルトラマンメビウス役に抜擢される。同年9月、ファーストソロ写真集『mirai』を発売。
2008年7月・8月に『ウルトラマンメビウス』のOV版として制作・発売されたDVD『ウルトラマンメビウス外伝 アーマードダークネス』と、同年9月に公開された映画『大決戦!超ウルトラ8兄弟』で、再びヒビノ・ミライ / ウルトラマンメビウスを演じることとなった。ドラマ本編終了後は、舞台などでメビウスとして声のみの出演はあったが、ヒビノ・ミライ役を演じるのは、ドラマ最終回以来のことである。
2010年3月、D☆DATEのメンバーとなった。2013年11月末日をもってワタナベエンターテインメントとの契約を終了、ならびに芸能界を引退。引退の理由については、「エンターテインメント以外の仕事にも興味が湧くようになり、一から勉強し、取り組んでみたい」とのこと。
2017年4月に、「ゆーき」とYouTubeチャンネルを開設し、5月まで動画投稿を行なった。9月にはNTTレゾナントの「gooランキング」による「意外な転身をとげた元芸能人ランキング」にて第2位となった。また、2018年12月には同ランキングによる「実は芸能界を引退していてびっくりした有名人ランキング」にて第16位となった。
2020年1月、不動産業経営者のYouTube動画に出演、東京都内や静岡県浜松市で複数の飲食店を経営していることを明かした。9月、『ウルトラ特撮 PERFECT MOOK vol.05 ウルトラマンメビウス』にて芸能界を引退してから7年ぶりに商業誌で新規取材のインタビューに応じた。
2022年12月30日放送のフジテレビのバラエティ番組『アウト×デラックス2022 禁断の復活 レジェンド大集合SP』に出演。芸能界引退後、約9年ぶりの地上波テレビ出演となった。
2024年6月、新事業として障がい者就労移行支援と就労継続支援A型事業所「ウルトラマーリン」を始める。2025年3月29日、ABEMAオリジナル番組「NO MAKE」に出演、芸能界を引退した理由を述べた。

## 人物
- 趣味はボウリング、ビリヤード、ダーツ[16]。スプラトゥーン2。特技は球技、スキー、スノーボード[16]。妻帯者である[2]。
- 大の漫画好きであり、休日は漫画喫茶で「棚読み（一つの棚にある本を全て読む）」をする[17]。
- サインには初主演作である『ウルトラマンメビウス』でメビウスが攻撃技を繰り出すシーンや変身するシーンの背景に効果映像として使用されていた「∞」マークが織り込まれている（2013年6月現在）。
- 10歳のころ、当時放映されていた『ウルトラマンティガ』が好きだった[18]。そのため、2008年に映画『大決戦!超ウルトラ8兄弟』で自身のヒビノ・ミライ / メビウスが長野のマドカ・ダイゴ / ティガと共演できたことは嬉しかったと語っている[18]。
- 『ウルトラマンメビウス』に出演したことを誇りに思っており、「「ヒビノ・ミライ」としてなら、また是非ウルトラマンシリーズに出演したい」と語っている[19]。
- スポーツに関してはできないことなどほぼないが、実は水泳だけが大の苦手。気候の関係で水泳の授業がほとんど無い長野県の学校に通っていたこともあり、泳げない。そして、水で体が濡れるのも嫌い[20]。しかし『ウルトラマンメビウス』第4話でのプールのシーンでは共演した渡辺大輔に特訓を受けて飛び込みなどをこなしており、監督の村石宏實は打ち上げで明かされるまで五十嵐が泳げないことに気づかなかったという[21]。
- 虫歯になったことがなく、親知らずを抜くために行った以外、歯科に通ったことはない[22]。
- 中学生時代の3年間はバスケットボール部に所属していた。
- 社会人バスケチームで2011年10月現在も活動中[4]。
- 六本木でカフェを営んでいたこともあり、YouTubeやLINE LIVEに動画を配信することもある。

## 出演
太字は主演作品。

### テレビドラマ
- 瑠璃の島 第5話（2005年5月14日、日本テレビ） - 不良少年 役
- 花より男子 第1話（2005年10月21日、TBS）
- ウルトラマンメビウス（2006年 - 2007年、中部日本放送） - ヒビノ・ミライ、バン・ヒロト[注釈 1] 役
- くうねるところすむところ〜恋するニッカボッカ・ガール〜（2007年4月10日、フジテレビ） - 青木圭太 役
- わたしたちの教科書 第5話 - 第12話（2007年5月 - 6月、フジテレビ） - 雨木音也 役
- 花ざかりの君たちへ〜イケメン♂パラダイス〜（フジテレビ） - 野江伸二 役
  - 花ざかりの君たちへ〜イケメン♂パラダイス〜（2007年7月 - 9月）
  - 花ざかりの君たちへ〜イケメン♂パラダイス〜 卒業式＆7と1/2話スペシャル（2008年10月12日）
- 死化粧師 エンバーマー 間宮心十郎（2007年10月 - 12月、テレビ東京） - 夏井満 役
- おいしいデパ地下（2008年1月4日、テレビ朝日） - 柏木健作 役
- 一瞬の風になれ（2008年2月、フジテレビ） - 鍵山義人 役
- ROOKIES（2008年4月 - 7月、TBS） - 湯舟哲郎 役
- あんどーなつ 第8話（2008年8月25日、TBS） - 憲司 役
- ギラギラ 第1話・第2話（2008年10月17日・24日、ABC・テレビ朝日） - イーグル 役
- 就活のムスメ（2009年3月27日、テレビ朝日） - 九条貴彦 役
- 任侠ヘルパー（フジテレビ） - 黒沢五郎 役
  - 任侠ヘルパー（2009年7月 - 9月）
  - 任侠ヘルパースペシャル（2011年1月9日）
- 泣かないと決めた日（フジテレビ） - 西島賢治 役
  - 泣かないと決めた日（2010年1月 - 3月）
  - 絶対泣かないと決めた日 〜緊急スペシャル〜（2010年7月2日）
- 三代目明智小五郎〜今日も明智が殺される〜 第5話（2010年5月11日、TBS / 5月13日、毎日放送） - 三ノ輪橋のぼる 役
- 逃亡弁護士 第4話（2010年7月27日、関西テレビ） - 山崎公太 役
- 名前をなくした女神（2011年4月 - 6月、フジテレビ） - 進藤陸 役
- D×TOWN 第1弾「スパイダーズなう」（2012年4月6日 - 27日、テレビ東京） - マサル 役
- Answer〜警視庁検証捜査官（2012年4月- 6月、テレビ朝日） - 長谷部吉伸 役
- そこをなんとか（2012年10月 - 12月、NHK BSプレミアム） - 赤星光貴 役
- 赤川次郎原作 毒<ポイズン> 第7話（2012年11月15日、読売テレビ） - 正田大樹 役

### バラエティ
- DD-BOYS（2006年4月 - 9月、テレビ朝日）
- D-BOYS BE AMBITIOUS（2010年7月 - 12月、テレビ東京・BSジャパン）
- カタリダス〜MAKE IT GREAT〜（2010年10月 - 12月、TBS） - マナビダスリーダー
- ソーシャルトリップ〜スマホ1つで世界に飛び出せ〜（2013年10月17日・24日、テレビ東京） - コン・テユと共に旅人として出演

### 映画
- ウルトラシリーズ - ヒビノ・ミライ 役
  - ウルトラマンメビウス&ウルトラ兄弟（2006年9月公開、松竹） - 主演
  - 大決戦!超ウルトラ8兄弟（2008年9月公開、松竹）
  - 大怪獣バトル ウルトラ銀河伝説 THE MOVIE（2009年12月公開、ワーナー・ブラザース映画）
- ROOKIES -卒業-（2009年5月公開、東宝） - 湯舟哲郎 役
- 風が強く吹いている（2009年10月公開、松竹） - 榊浩介 役
- 君が踊る、夏（2010年9月公開、東映） - 大滝司 役
- Paradise Kiss（2011年6月公開、ワーナー・ブラザース映画） - 山本大助（イザベラ） 役
- 聯合艦隊司令長官 山本五十六（2011年12月公開、東映） - 牧野幸一 役[23]

### 舞台
- OUT OF ORDER -偉人伝心-（2007年）
- ウルトラマンプレミアステージ - ウルトラマンメビウスの声 役
  - 初公演（2007年5月）
  - 2（2008年5月）
  - 3（2009年5月）
- D-BOYS STAGE
  - vol.1「完売御礼」（2007年6月）
  - vol.2「ラストゲーム〜最後の早慶戦〜」（2008年6月） - 阪下誠司 役 ※遠藤雄弥とのダブルキャスト
  - vol.3「鴉〜KARASU〜 04」（2009年4月） - 寅吉 役
  - 2010 trial-1「NOW LOADING」（2010年4月 - 5月） - 国生 役
  - 2011 秋公演「検察側の証人 〜麻布広尾町殺人事件〜」（2011年10月 - 11月） - 星野太吉 役
- 朗読劇「ダブルスパイ」（2022年8月24日 - 28日、劇場HOPE） - 滝川征明 役※宇治清高とのW主演[24]

### ネットシネマ・OV
- ハルキWebシネマ「俺様大洪水」（2005年） - タカミ 役
- ハツカレ（2006年） - タバネ 役
- ドリフト（2007年） - 瀬名隼人 役
  - ドリフト3 鷹
  - ドリフト4 隼 - 主演
- ウルトラシリーズ
  - ウルトラマンメビウス外伝 アーマードダークネス（2008年） - ヒビノ・ミライ 役
  - ウルトラマンメビウス外伝 ゴーストリバース（2009年） - ウルトラマンメビウスの声 役

### 携帯電話配信ドラマ
- GIFT〜今夜、幸せの時間お届けします。〜（2010年2月 - 4月、BeeTV） - 高原岳 役
- ブリザード（2010年7月 - 9月、BeeTV） - 武田健一 役

### ラジオ
- D-RADIO BOYS featuring D-BOYS（2007年10月 - 2011年9月、bay-fm） - ファーストシーズンDJ
- D-BOYS BE AMBITIOUS（2010年9月 - 12月、InterFM）
- 和田正人・五十嵐隼士のオールナイトニッポン0(ZERO)（2012年4月2日 - 2013年3月25日、ニッポン放送）
- D-RADIO BOYS SUPER featuring D☆DATE（2012年10月 - 2013年11月、bay-fm） - D☆DATEとして

### CM
- バンダイ「トライガーショット DXメビウスブレス」（2006年）
- バンダイ「DXガイズメモリーディスプレイ」（2006年）
- Right-on（2008年 / 2009年）※ドラマ版『ROOKIES』 / 映画版『ROOKIES -卒業-』とのコラボCM
- ロッテ
  - ロッテアイス「クーリッシュ」（2009年）[注釈 2][25]
  - ガーナチョコレート『母の日ガーナ篇』（2009年5月3日 - 10日、期間限定）[注釈 2][25]
- 伊藤園「W BLACK」 / 「MINERAL SPARKIES」（2009年）[要出典][注釈 2]
- ユニバーサルミュージック「恋のうた2」（2009年6月）
- ネスレ ネスカフェ エクセラ
  - 「エクセラで、ラテ!・camel編」（2011年4月） - D☆DATEとして[25]
  - 「エクセラで、ナツラテ！」（2011年6月） - D☆DATEとして[26]
- ルタオ「ドゥーブルフロマージュ」（2011年12月〈1カ月限定〉）[27][28]
- サカゼン イメージキャラクター（2012年3月） - 石塚英彦、中山秀征、イモトアヤコらと共演
- エクスコムグローバル イモトのWiFi（2023年3月17日・24日） ※「ソーシャルトリップ〜スマホ1つで世界に飛び出せ〜」インフォマーシャル

### PV
- 甲斐名都「ワンダースノウ〜素直になって〜」（2009年11月）

### ゲーム
- HEROES' VS（2013年2月7日発売、PSP） - ウルトラマンメビウス 役[29]

## ディスコグラフィ

### CD
- ウルトラマンメビウス（2006年5月24日、日本コロムビア） - Project DMM with ウルトラ防衛隊として

## 作品

### 写真集
- mirai（2006年9月、ワニブックス）ISBN 978-4-84-702962-2
- ガチ! -GACHI-（2009年6月、主婦と生活社）ISBN 978-4-39-113778-1
- route24[注釈 3]（2010年10月、学研パブリッシング）ISBN 978-4-05-404713-6

### DVD
- D-BOYS BOY FRIEND series vol.1「五十嵐隼士 NO-FICTION」（2009年6月24日、ジェネオン・ユニバーサル・エンターテイメントジャパン）CLVS-1008